# Tan Ruyin
Tan Ruyin (譚茹殷T, 谭茹殷S, Tán RúyīnP; Zhanjiang, 17 luglio 1994) è una calciatrice cinese, centrocampista del Guangdong Meizhou Huijun e della nazionale cinese.

## Carriera

### Nazionale
Ruyin Tan viene chiamata dalla Federcalcio cinese (CFA) e inserita nella rosa della nazionale Under-19 che partecipa all'edizione 2013 del campionato asiatico femminile Under 19 di calcio, torneo valido per l'accesso alla fase finale del Campionato mondiale Under-20 di Canada 2014. Conquistato il terzo posto utile rispettivamente dietro alla vincitrice Corea del Sud e Corea del Nord, viene nuovamente convocata per vestire la maglia della nazionale Under-20, formazione inserita nel gruppo B che non riesce a superare la fase a gironi.
Grazie alle prestazioni offerte nelle giovanili, il selezionatore Hao Wei la inserisce in rosa nella nazionale maggiore, squadra impegnata nell'edizione 2014 della Coppa d'Asia, torneo valido per la qualificazione alla fase finale del mondiale di Canada 2015. Ottenuto il terzo posto, la federazione la inserisce nella rosa definitiva delle 23 calciatrici convocata inviata alla FIFA venne resa nota il 28 maggio 2015. Inserita nel gruppo A, durante il torneo disputa tutti i cinque incontri e contribuisce a far raggiungere alla sua squadra i quarti di finale, battuta per 1-0 il 26 giugno dagli Stati Uniti che si aggiudicheranno il torneo.
Il nuovo selezionatore Bruno Bini la convoca nuovamente per il torneo femminile di qualificazione ai Giochi della XXXI Olimpiade di Rio 2016 organizzato dall' Asian Football Confederation (AFC) e, ottenuto il secondo posto dietro l'Australia, alla fase finale del torneo. Inserita nel gruppo E, il 6 agosto 2016 Ruyin Tan sigla una delle due reti con cui la Cina si impone sulle avversarie del Sudafrica contribuendo così alla conquista del secondo posto nel girone e al passaggio ai quarti di finale, dove incontra la Germania che la eliminerà con il risultato di 1-0, rimanendo assieme a Gu Yasha le uniche ad andare a segno nel torneo.